# Folkomröstningen om försvarsundantaget i Danmark 2022
Folkomröstningen om försvarsundantaget i Danmark 2022 var en folkomröstning som ägde rum den 1 juni 2022 i Danmark. De danska väljarna tog då ställning till om landets undantagsklausul från den gemensamma försvarspolitiken inom Europeiska unionen skulle avskaffas. Cirka två tredjedelar av de röstande röstade för att avskaffa undantaget.

## Bakgrund
I samband med ratificeringen av Maastrichtfördraget röstade en majoritet av danskarna nej till fördraget. Genom Edinburghbeslutet, som ingicks mellan stats- eller regeringscheferna inom Europeiska gemenskaperna, beviljades Danmark fyra olika undantag för att i utbyte hålla en andra folkomröstning, i vilket fördraget godkändes och kunde ratificeras. Ett av de fyra undantagen innebär att Danmark står utanför alla beslut inom den gemensamma säkerhets- och försvarspolitiken som har ”anknytning till försvarsfrågor”. Landet deltar exempelvis inte i unionens fredsbevarande militära insatser eller i det permanenta strukturerade samarbetet.
Till följd av Rysslands invasion av Ukraina 2022 utlyste den danska regeringen en folkomröstning om att avskaffa försvarsundantaget för att på så sätt göra det möjligt för Danmark att delta i det europeiska försvarssamarbetet. Två folkomröstningar hade hållits tidigare om andra undantag, dels en om införandet av euron 2000 och en om rättsliga och inrikes frågor 2015. Båda folkomröstningarna slutade med ett nej till att avskaffa respektive undantag.